# Morinda collina
Morinda collina är en måreväxtart som beskrevs av Rudolf Schlechter. Morinda collina ingår i släktet Morinda och familjen måreväxter. Inga underarter finns listade i Catalogue of Life.